# Fietinino (rejon wołogodzki)
Fietinino (ros. Фетинино) – wieś w Rosji, w rejonie wołogodzkim obwodu wołogodzkiego. W 2010 r. liczyła 701 mieszkańców.